# Эрешин (микрорегион)

Эрешин на карте.

Эрешин (порт. Microrregião de Erechim) — микрорегион в Бразилии, входит в штат Риу-Гранди-ду-Сул. Составная часть мезорегиона Северо-запад штата Риу-Гранди-ду-Сул. 
Население составляет 	211 653	 человека (на 2010 год). Площадь — 	5 726,583	 км². Плотность населения — 	36,96	 чел./км².

## Демография
Согласно сведениям, собранным в ходе переписи 2010 г. Национальным институтом географии и статистики (IBGE), население микрорегиона составляет:						
| Полное население                             | Полное население                             | Полное население                             | Полное население                             | 211 653 |
| -------------------------------------------- | -------------------------------------------- | -------------------------------------------- | -------------------------------------------- | ------- |
| в том числе:                                 | Городское население                          | 154 551                                      | Процент городского населения, %              | 73,02   |
|                                              | Сельское население                           | 57 102                                       | Процент сельского населения, %               | 26,98   |
|                                              | Мужское население                            | 104 061                                      | Процент мужского населения, %                | 49,17   |
|                                              | Женское население                            | 107 592                                      | Процент женского населения, %                | 50,83   |
| Плотность населения, чел/км²                 | Плотность населения, чел/км²                 | Плотность населения, чел/км²                 | Плотность населения, чел/км²                 | 36,96   |
| Население микрорегиона в % к населению штата | Население микрорегиона в % к населению штата | Население микрорегиона в % к населению штата | Население микрорегиона в % к населению штата | 1,98    |

## Статистика
- Валовой внутренний продукт на 2003 составляет 2 704 281 942,00 реалов (данные: Бразильский институт географии и статистики).
- Валовой внутренний продукт на душу населения на 2003 составляет 12 514,84 реалов (данные: Бразильский институт географии и статистики).
- Индекс развития человеческого потенциала на 2000 составляет 0,778 (данные: Программа развития ООН).

## Состав микрорегиона
В составе микрорегиона включены следующие муниципалитеты:
1. Аратиба
2. Барра-ду-Риу-Азул
3. Баран-ди-Котежипи
4. Бенжамин-Констант-ду-Сул
5. Кампинас-ду-Сул
6. Карлус-Гомис
7. Сентенариу
8. Крузалтенси
9. Энтри-Риус-ду-Сул
10. Эребангу
11. Эрешин
12. Эрвал-Гранди
13. Эстасан
14. Фашиналзинью
15. Флориану-Пейшоту
16. Гаурама
17. Жетулиу-Варгас
18. Ипиранга-ду-Сул
19. Итатиба-ду-Сул
20. Жакутинга
21. Марселину-Рамус
22. Мариану-Мору
23. Паулу-Бенту
24. Понти-Прета
25. Куатру-Ирманс
26. Севериану-ди-Алмейда
27. Сан-Валентин
28. Трес-Арроюс
29. Виадутус
30. Ауреа